# Облигация развития
Облигация развития (англ. Development Impact Bonds или DIB) — разновидность социальных облигаций, предназначенная для финансирования значимых проектов в развивающихся странах. Облигация развития является контрактом между частными инвесторами, донорами или правительствами, благотворительными организациями или социальными предприятиями и провайдером, которые согласовали общую цель развития. Инвесторы продвигают программы развития с финансовой прибылью, связанной с проверенными целями развития. Облигации развития связаны с конечным результатом и позволяют некоммерческим организациям и социальным предпринимателям свободно потратить полученные деньги.
Первые социальные облигации были выпущены Social Finance UK в 2010 году и поддержаны Фондом Рокфеллера (они предназначались для уменьшения рецидивизма и помощи в реабилитации заключённых тюрьмы города Питерборо). В 2014 году индийская образовательная организация Educate Girls в составе международного консорциума (UBS Optimus Foundation и Children’s Investment Fund Foundation) для финансирования своих программ впервые в мире выпустила облигации развития, заработав от инвесторов 238 тыс. долларов.
Облигации развития были внедрены для того, чтобы измерить воздействие благотворительных пожертвований и социальных инвестиций, а также определить «возврат инвестиций». Швейцарский UBS активно использует облигации в качестве финансового инструмента, чтобы оплатить труд волонтёрских организаций и поощрить социальных инвесторов. Инвесторы обеспечивают внешнее финансирование и, при условии если предварительно согласованные результаты достигнуты, получают вложенные средства. Финансовая прибыль инвесторов напрямую зависит от уровня успеха социального проекта. Независимый оценщик проверяет результаты, а также определяет успех и выплаты.
В финансовой схеме с Educate Girls UBS Optimus Foundation выступил в качестве социального инвестора, а Children’s Investment Fund Foundation выступил гарантом, который оплатит вложенные инвестиции в зависимости от результатов деятельности Educate Girls. Модель облигаций развития является финансово привлекательным инструментом для инвесторов, которые стремятся обеспечить социальное воздействие. Доказывая инвесторам, что социальные инвестиции могут быть возмещены в результате ощутимых результатов, облигации помогают создать новый класс активов, в котором инвесторы применяют венчурный капитал для социальных проектов и видят возвращение своих инвестиций.
В 2014 GRM Futures Group провела конференцию по быстрому расширению использования облигаций развития в развивающихся странах. Center for Global Development организовал рабочую группу и начал выпускать публикации по применению облигаций развития.  